# American Institute of Pharmacy Building
L'American Institute of Pharmacy Building est un immeuble de bureaux de Washington, aux États-Unis. Construit en 1932 sur des plans de John Russell Pope, il accueille le siège de l'American Pharmacists Association. Il est inscrit au Registre national des lieux historiques depuis le 18 août 1977.